# Петунин, Николай Иванович
Николай Иванович Петунин (18 февраля 1900, г. Сызрань, Самарская губерния,  Российская империя — 3 мая 1955,  Краснодар, РСФСР, СССР) — советский военачальник, полковник (20.02.1940).

## Биография
Родился 18 февраля 1900 года в городе Сызрань, ныне   Самарской области. Русский. До службы в армии работал в часовой мастерской в г. Сызрань.

### Военная служба

#### Гражданская война
В июле 1918 года добровольно вступил в армию Учредительного собрания и проходил службу рядовым в 5-м Сызранском полку в обозе 2-го разряда (на продовольственном складе). В боях против частей Красной армии не участвовал. 15 октября 1919 года в районе Акмолинска с группой солдат полка перешел в Красную армию и зачислен красноармейцем во 2-й Акмолинский степной полк, с марта 1920 года в том же полку командовал отделением (к этому времени переформирован в 315-й Акмолинский пехотный полк). В его составе принимал участие в боях с белоказаками генерала А. И. Дутова и войсками т.н. Отдельной Семиреченской армии Б. В. Анненкова в районах станиц Урджарской, Сергиополь (вплоть до ухода белых в Китай). В июне 1920 года Петунин командирован политруком конвоя консула РСФСР в Китае в город Кульджа, где пробыл до февраля 1921 года (исполнял должность военно-дипломатического курьера, коменданта и завхоза обозно-вещевой службы). Член ВКП(б) с 1920 года.

#### Межвоенные годы
В феврале 1921 года направлен в распоряжение Политуправления Туркестанского фронта. В марте назначен инструктором в политотдел 1-й стрелковой дивизии, одновременно в этот же период был командирован для работы в Закаспийский облисполком. В сентябре по партийной мобилизации направлен на учебу в 4-ю Ташкентскую объединенную пехотную школу. В сентябре 1924 года окончил ее и назначен командиром взвода во 2-й Мервский стрелковый полк (г. Мерв), с января 1925 года командовал ротой этого полка. В его составе с марта 1925 года по март 1926 года принимал участие в боях с басмачами в Бухаре.
С декабря 1927 года командовал ротой в 1-м Туркестанском стрелковом полку САВО в г. Ашхабад. В марте 1929 года переведен в 74-й стрелковый Крымский полк 25-й стрелковой Чапаевской дивизии УВО в городе Полтава, где проходил службу командиром и политруком роты, начальником штаба батальона. В ноябре 1931 года назначен командиром батальона в 73-й стрелковый полк этой же дивизии, с февраля 1932 года исполнял должность помощника командира полка по строевой части. С мая 1936 года был помощником начальника 2-го отдела Управления боевой подготовки РККА. В октябре 1938 года направлен на преподавательскую работу в Краснодарское пехотное военное училище, где исполнял должности преподавателя и старшего преподавателя тактики. С июля 1939 года командовал батальоном курсантов в 1-м Орджоникидзевском Краснознаменном пехотном училище, с октября 1940 года исполнял должность помощника начальника по строевой части, затем заместителя начальника училища. К началу войны окончил два курса заочного обучения Военной академии РККА им. М. В. Фрунзе.

#### Великая Отечественная война
В начале  войны полковник Петунин продолжал служить в училище в прежней должности. В декабре 1941 года вступил в командование 12-й отдельной курсантской бригадой, вошедшей в состав 51-й армии Закавказского фронта. С конца декабря с этой армией командиром бригады принимал участие в Керченско-Феодосийской десантной операции, в оборонительных боях на Керченском полуострове (с 28 января 1942 г. — в составе войск Крымского фронта). В конце апреля 1942 года  Петунин был снят с должности и назначен начальником отдела боевой подготовки штаба 51-й армии Крымского фронта. После поражения в Крыму армия во второй половине мая была эвакуирована на Таманский полуостров в состав Северо-Кавказского фронта. 
4 августа 1942  года полковник  Петунин был назначен врид командира 328-й стрелковой дивизии, которая в это время находилась на формировании в города Беслан. Не закончив формирования, она 11 августа выступила в город Вагаршапат Армянской ССР, затем получила новую задачу и к 22 августа по ж. д. был переброшена в район город Буйнакск в состав 58-й армии Северной группы войск Закавказского фронта. С 10 по 20 сентября она была передислоцирована под Туапсе, где вошла в состав Черноморской группы войск Закавказского фронта и заняла оборону по рубежу Бол. Псеушко, Анастасиевка, Георгиевское, Карповка, Кочевки. С 25 сентября 1942 года дивизия была включена в состав Туапсинского оборонительного района. С 30 сентября она в составе 18-й армии занимала полосу обороны станица Новогинская, пос. Шаумян, перевал Елисаветпольский. С 1 октября по 24 декабря 1942 года ее части вели оборонительные и наступательные бои на туапсинском направлении. В конце декабря дивизия была выведена из состава 18-й армии и направлена в резерв Черноморской группы войск Закавказского фронта (с 16 февраля 1943 г. дислоцировалась в районе Туапсе, с 16 марта — в районе ст. Сиверская Краснодарского края). С 1 мая 1943 года дивизия вошла в 56-ю армию Северо-Кавказского фронта и вела наступательные и оборонительные бои по западному берегу реки Неберджай в районе Верх. Адагум, Алевра. 5 мая 1943 года «за невыполнение боевого приказа о выходе дивизии на боевой рубеж (боевое распоряжение Северо-Кавказского фронта № 017/ВПУ от 05.05.43)» полковник Н. И. Петунин был отстранен от командования и находился под следствием. 
В сентябре 1943 года дело в отношении его было прекращено Главной военной прокуратурой, и он был назначен заместителем командира 20-й горнострелковой дивизии, находившейся в это время в резерве Северо-Кавказского фронта. В ноябре дивизия вошла в состав 3-го горнострелкового корпуса вновь сформированной Отдельной Приморской армии. В период проведения Крымской наступательной операции весной 1944 года она в составе 20-го стрелкового корпуса выполняла задачи по обороне Таманского полуострова. После ее окончания вместе с корпусом была выведена в резерв Ставки ВГК, где 24 мая 1944 года переформирована в стрелковую. В конце мая дивизия в составе 28-й армии убыла на 1-й Белорусский фронт и участвовала в Белорусской, Бобруйской наступательных операциях. С 30 июня 1944 года, в ходе Минской наступательной операции, она вела боевые действия в первом эшелоне 20-го стрелкового корпуса, преследуя отходящего противника. В этот же день, в связи с ранением генерал-майора И. Ф. Иоскевича, полковник  Петунин вступил в командование дивизией. Ее частям приходилось преодолевать упорное сопротивление пытавшегося контратаковать противника. В ходе наступления они форсировали реки Морочь, Щара, Ясельда. Из боевой характеристики: «В наступательных боях по освобождению Белоруссии и Польши показал себя смелым, решительным командиром. Временно командуя дивизией при форсировании реки Щара, за отличные боевые действия вверенных ему войск получил благодарность в приказе Верховного главнокомандующего. Требователен к себе и подчиненным, пользуется заслуженным авторитетом среди офицерского состава дивизии. В обстановке ориентируется быстро, решения принимает правильно». С приходом нового командира (полковник И. Г. Нестеренко) с 13 июля  Петунин вновь приступил к исполнению прямых обязанностей его заместителя. Приказом ВГК от 27 июля 1944 года  дивизии, отличившейся при освобождении города Барановичи, было присвоено наименование «Барановичская», а за бои при форсировании реки Щара и овладение городом Слоним она награждена орденом Суворова 2-й ст. (25.07.1944). 28 июля 1944 года дивизия форсировала реку Западный Буг и вела бои на территории Польши. В сентябре 1944 года она была выведена в резерв Ставки ВГК и в составе 28-й армии переведена на 3-й Белорусский фронт в Восточную Пруссию. В последующем ее части активно действовали в Гумбиннской, Восточно-Прусской, Инстербургско-Кёнигсбергской наступательных операциях. В конце марта 1945 года в составе 28-й армии она была передислоцирована на 1-й Украинский фронт и участвовала в Берлинской и Пражской наступательных операциях.
За время войны комдив Петунин  был  один  раз персонально упомянут в благодарственных в приказах Верховного Главнокомандующего.

#### Послевоенное время
После войны  продолжал служить в прежней должности в 20-й стрелковой Барановичской ордена Суворова 2-й ст. дивизии (с августа 1945 г. — в составе Барановичского ВО, а с марта 1946 г. — БВО). 3 июля 1946 года полковник  Петунин уволен в запас.

## Награды
- орден Ленина (21.02.1945)[5][6]
- два ордена Красного Знамени (21.03.1944[7], 03.11.1944[8][6])
- два два ордена Отечественной войны I степени (21.08.1944[9], 30.08.1945[10])
- медали в том числе:
  - «XX лет Рабоче-Крестьянской Красной Армии» (1938)[7]
  - «За оборону Кавказа» (1944)[11]
  - «За победу над Германией в Великой Отечественной войне 1941—1945 гг.» (1945)
  - «За взятие Кёнигсберга» (31.10.1945)[12]
  - «За взятие Берлина» (1945)

Приказы (благодарности) Верховного Главнокомандующего в которых отмечен Н. И. Петунин.
- За форсирование реки Шара и овладением городом Слоним — крупным узлом коммуникаций и мощным опорным пунктом обороны немцев на реке Шара. 10 июля 1944 года. № 134.